# De blauwe grot
De blauwe grot is het 139ste stripverhaal van Jommeke. De reeks wordt getekend door striptekenaar Jef Nys.

## Verhaal
Hol Verstand, een krijger van Dikke Springmuis, is tot bij Jommeke gekomen om een boodschap over te brengen. Alleen weet hij niet meer wat hij moet vertellen. Dus besluiten Jommeke en Filiberke om maar naar ginder te gaan. Dikke Springmuis vraagt hen om de oergevaarlijke Blauwe Grot binnen te dringen om al zo er het grote geheim van te ontdekken.
Onderweg wordt het gezelschap gevangengenomen door de Vierkante Koppen, aartsvijanden van de Propere Voeten. Zij zijn bereid hen terug vrij te laten, op voorwaarde dat zij het mysterie van de Blauwe Grot blootleggen.
Aangekomen bij de Blauwe Grot, komen ze voorhistorische dieren tegen. Wanneer Jommeke en Filiberke levend uit de grot zijn geraakt doen ze hun verhaal aan de Vierkante Koppen. Niemand gelooft hun echter en worden verdacht van leugens. Ze worden vastgeknoopt aan martelpalen. Flip verlost hen 's nachts echter uit deze hachelijke situatie. Zij zoeken bescherming bij de Blauwe Grot, gezien de Vierkante Koppen daar schrik van hebben. Gelukkig kan Professor Gobelijn met De vliegende bol de vrienden redden en keren ze samen huiswaarts.